# Église Saint-Rémi de Forbach
Pour les articles homonymes, voir Église Saint-Rémi.
L'église Saint-Rémi se situe dans la commune française de Forbach, à l'Est du département de la Moselle, dominant toute l'ancienne cité minière.

## Histoire
L'église est construite de 1865 à 1868, sous la direction de l'architecte Charles Desgranges de Sarreguemines. Il a été chargé de réaliser les plans de l'édifice. De style néogothique, elle est consacrée le 21 octobre 1868 en présence de l'évêque de Metz, Mgr Paul Georges Marie Dupont des Loges, du vicaire général, de l'archiprêtre Pierre Karst, curé de la paroisse, du maire Pierre Adt et de nombreuses personnalités de la région. La première pierre de l'église est posée le 19 juin 1865, sous l'impulsion du conseil municipal. L'architecte retenu pour sa construction a souhaité utiliser la pierre de Jaumont de couleur ocre, pierre alors très prisée dans la région messine.Toutefois, la construction fut réalisée en grès vosgien extrait d'une carrière toute proche de la commune d'Oeting.
La vie religieuse ne s'arrête pas après l'annexion de l'Alsace-Moselle par le Reich allemand en 1871. En 1916, l'entreprise Siemens Schukert de Sarrebruck installe le premier éclairage électrique.
Durant la Première Guerre mondiale, l'église n'a pas trop souffert : seuls quelques vitraux sont détruits par les bombardements aériens. En reconnaissance d'avoir été épargnée des destructions, la population de Forbach fait ériger devant l'église en 1923 une statue du Christ. En 1937, l'abbé Justin Bour, curé, fait remplacer l'ancien autel en bois par un autel en marbre blanc de Carrare.
En 1939, la population de Forbach et de la région est évacuée à la suite de la déclaration de guerre avec le régime nazi. En 1943, quatre des cinq cloches de l'église sont enlevées pour les besoins de la guerre. Devant l'église, la statue du Christ échappe à l'enlèvement, les autorités craignant une émeute populaire. L'église et toute la ville sont bien endommagées par les tirs d'artillerie américains lors des combats de la Libération de 1944-1945.

### Restauration
En 1988, une restauration des murs intérieurs est réalisée et en 1995, un relevage est réalisé sur l'orgue de chœur, le temps ayant fait son œuvre de vieillissement. Enfin, l'orgue de tribune, après plusieurs années de silence, subit une restauration et un remaniement complet. Ces travaux, commencés en 1998 par la manufacture d'orgues Aubertin de Courtefontaine, sont terminés en l'an 2000.

## Mobilier

### Les cloches
Dans le clocher, cinq cloches bénites sont installées après la construction de l'édifice pour appeler les fidèles aux différents offices. Les cloches ont été baptisées Sainte-Trinité, Sainte Marie, saint Joseph, saint Remi et saint Louis de Gonzague. Après les dégâts occasionnés durant la Seconde Guerre mondiale, les années suivantes sont consacrées à la reconstruction. De nouvelles cloches sont ainsi installées dans le clocher en octobre 1949, dédiées, cette fois, à saint Remi, Sainte Marie, saint Joseph, saint Louis de Gonzague et sainte Jeanne d'Arc.

### Les orgues

#### L'orgue de tribune

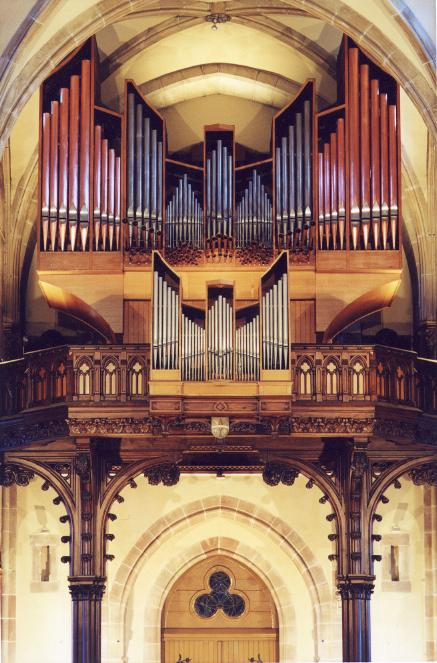
L'orgue de tribune

Construit en 1964, l'orgue de tribune de l'église Saint-Rémi de Forbach, définitivement à l'abandon en 1975, souffrait de défauts de conception majeurs. Le travail de restauration de Michel Gaillard, élève de Bernard Aubertin, a d’abord consisté à pallier ces défauts qui avaient condamné cet instrument. Le buffet a été modifié afin de permettre l'accès à toutes les parties de l'instrument pour en faciliter l'entretien et l'aspect visuel a également été amélioré.
L'acoustique particulière de l'église Saint-Rémi imposait de créer une ambiance sonore proche des orgues du Nord de l'Allemagne, de la fin du XVIIe siècle et du début du XVIIIe siècle, basée sur un plenum imposant et majestueux. Ce mélange peut être coloré d'un jeu de tierce étroit au positif et d'une dulciane 16' au grand orgue, ce qui lui donne une couleur plus râpeuse. L'anche 16' de pédale, traitée comme une posaune, vient asseoir cet ensemble. Certains jeux de détails (flûte traversière 8', viole 8', flûte à cheminée 4', jeu de tierce du positif, fond d'orgue) sont des conceptions sonores très inspirées de l'esthétique de Bernard Aubertin. Les jeux d'anches sont plus inspirés de l'école française, le cromorne du positif dialoguant avec les anches du Grand Orgue, les anches de pédale chantant le Cantus Firmus accompagnées du plenum basé sur le bourdon 16' manuel, les anches et les fonds du récit conférant à l'ensemble une couleur romantique. La trompétéria (chamades) traitée à l'espagnole fait aussi chanter le régale Aubertin. Chaque jeu de l'orgue a été personnalisé et traité de telle sorte que le tutti soit un ensemble homogène et cohérent, soutenu par des jeux de 32' (fonds et anche).
Ce travail a duré plus d'un an et a été entièrement réalisé sur place. Il est nécessaire de noter que tous les aspects des méthodes de travail de la facture d'orgues traditionnelle ont été exploités pour mener à bien cette réalisation, ainsi que des techniques plus contemporaines faisant appel entre autres à l'électronique. Michel Gaillard a voulu réaliser à Forbach un instrument européen : situé au cœur de l'Eurorégion Sarre-Lorraine-Luxembourg (SarLorLux), à dix kilomètres de Sarrebruck (Allemagne), c'est un orgue allemand qui aime la France et un orgue français qui aime l'Allemagne, la présence des chamades faisant un clin d'œil à l'Espagne. Très maniable, on peut y jouer un vaste répertoire allant de la musique ancienne à la musique contemporaine, en passant par l'improvisation : c'est un orgue résolument tourné vers le XXIe siècle. [Attention : problème de Neutralité de point de vue et vérifiabilité : un article Wikipedia ne devrait pas être une publicité]
On peut assimiler cette opération à une création : en effet, chaque élément a été refaçonné et transformé artisanalement, faisant maintenant de l'orgue de Forbach un des plus importants et des plus intéressants de l'Eurorégion Sarre-Lorraine-Luxembourg. L'orgue de Forbach est en quelque sorte l'idéal sonore et technique de la manufacture d'orgues Courtefontaine : un cachet musical artisanal et typé côtoyant une ouverture technologique facilitant son utilisation. Ce travail illustre fidèlement l'aboutissement du savoir-faire de Bernard Aubertin, qu'il a transmis à Michel Gaillard, et s'exprime dans une esthétique très éloignée et pourtant complémentaire de la sienne. [Attention : problème de Neutralité de point de vue et vérifiabilité : un article Wikipedia ne devrait pas être une publicité]
Ces travaux, commencés en 1998 par la manufacture d'orgues de Bernard Aubertin, sont terminés en l'an 2000. La bénédiction de l'orgue est célébrée le 15 octobre par Mgr Pierre Raffin, évêque de Metz et un concert d'inauguration est donné par l'organiste Philippe Delacour et le chœur franco-allemand dirigé par Alfred Schmidt.

##### Composition de l'orgue
| Positif        | Grand orgue          | Récit              | Chamades     | Pédale             |
| -------------- | -------------------- | ------------------ | ------------ | ------------------ |
| Bourdon 8'     | Bourdon 16'          | Principal 8'       | Trompette 8' | Soubasse 32'       |
| Viole 8'       | Montre 8'            | Flûte harmonique   | Clairon 4'   | Principal 16'      |
| Montre 4'      | Flûte traversière 8' | Gambe 8'           | Régale 8'    | Soubasse 16'       |
| Quinte 2 2/3'  | Bourdon 8'           | Voix céleste 8'    |              | Quinte 10 2/3'     |
| Principal 2'   | Prestant 4'          | Flûte 4'           |              | Principal 8'       |
| Sifflet 1'     | Flûte à cheminée 4'  | Octavin 2'         |              | Bourdon 8'         |
| Tierce 1 3/5'  | Doublette 2'         | Fourniture IV      |              | Principal 4'       |
| Larigot 1 1/3' | Fourniture V         | Bombarde 16'       |              | Flûte 4'           |
| Cymbale III    | Nasard 2 2/3'        | Trompette 8'       |              | Fourniture III     |
| Cromorne 8'    | Cornet V             | Basson-Hautbois 8' |              | Basson 32'         |
|                | Dulciane 16'         | Clairon 4'         |              | Bombarde douce 16' |
|                | Trompette 8'         |                    |              | Trompette 8'       |
|                | Clairon 4'           |                    |              | Clairon 4'         |

Accouplements et tirasses à tous les claviers, tremblants à tous les claviers.

#### L’orgue de chœur
Le choeur
L'autel et l'ambon, tout en laiton, sont l'oeuvre du sculpteur Jacques Dieudonné.

## Les curés de la paroisse
- Pierre Karst: 1864-1882
- Johann Hessemann: 1882-1896
- Stanislas Rigaux: 1896-1927
- Justin Bour: 1927-1945
- Alphonse Thiébaut: 1945-1950
- Pierre Hallinger: 1951-1965
- Emile Nagel: 1965-1978
- Joseph Penrad: 1978-1996
- Bernard Schwarz: 1996 -[2]